# Gliniščevo
Gliniščevo (in russo Глинищево?) è un villaggio della Russia europea occidentale, situato nella oblast' di Brjansk;  è il centro amministrativo del distretto Brjanskij.
Si trova sulle rive del fiume Gosomka (affluente del Desna), 22 km a ovest di Brjansk.